# Anton Tjechovs bibliografi
Detta är en partiell lista över Anton Tjechovs verk.

## Pjäser
- Den värdelöse typen Platonov (mest känd som Пьеса без названия ['Pjäs utan namn'], eller bara Platonov; c. 1881)
  - Platonov (översättning Staffan Skott) (Symposion, 2003)
- Angående de skadliga effekterna av tobak (О вреде табака; 1886, 1902)
  - Om tobakens skadlighet (översättning Magda Lagerman) (Zinderman, 1960)
  - Om tobakens skadlighet (översättning Lars Kleberg). Ingår i Tjechov, Anton: Komedier (Symposion, 2000)
- Svansång (1887) - enaktspjäs
- Ivanov (Anton (Иванов, 1887) - ett drama i fyra akter
  - Ivanov (översättning Staffan Skott). Ingår i Tjechov, Anton: Dramer (AWE/Geber, 1986)
- Björnen (Медведь: Shutka v odnom deystvii, 1888) - enaktskomedi
  - Björnen (översättning Jura Tamkin). Ingår i Tjechov, Anton: Studiodramatik (Stockholms studentteater, 1942)
  - Björnen (översättning David Belin). Ingår i I en akt: 21 enaktare från Strindberg till Arrabal (Aldus/Bonnier, 1966), s. 34-46 (Även i 1976, 1985 och 1994 års utgåvor av denna antologi)
  - Björnen (översättning Lars Kleberg). Ingår i Tjechov, Anton: Komedier (Symposion, 2000)
- Förslag till ett giftermål (Предложение, c. 1888-1889) - en akt
- En motvillig tragisk hjälte (Трагик поневоле, 1889)
- Bröllopet (Свадьба, 1889) - en akt
  - Bröllopet (översättning Jura Tamkin). Ingår i Tjechov, Anton: Studiodramatik (Stockholms studentteater, 1942)
  - Bröllopet (översättning Lars Kleberg). Ingår i Tjechov, Anton: Komedier (Symposion, 2000)
- Trädemonen (Леший, 1889) - fyra akter lång komedi
- Festligheterna (Юбилей, 1891)
  - Jubileet (översättning Lars Kleberg). Ingår i Tjechov, Anton: Komedier (Symposion, 2000)
- Måsen (Чайка, 1896) - en komedi i fyra akter
  - Måsen (översättning Jarl Hemmer). Ingår i Tjechov, Anton: Tre systrar (Geber, 1928)
  - Måsen (översättning Ellen Rydelius) (Radiotjänst, 1947)
  - Måsen (översättning Jarl Hemmer, reviderad av Ulla Berthels) (Geber, 1959)
  - Måsen (översättning Staffan Skott). Ingår i Tjechov, Anton: Dramer (AWE/Geber, 1986)
  - Måsen (översättning Lars Kleberg). Ingår i Tjechov, Anton: Fyra pjäser (Symposion, 2004)
- Onkel Vanja (Дядя Ваня, 1899-1900) - ett drama i fyra akter, baserat på Trädemonen
  - Onkel Vanja (översättning Jarl Hemmer). Ingår i Tjechov, Anton: Tre systrar (Geber, 1928)
  - Onkel Vanja (översättning Jarl Hemmer, reviderad av Ulla Berthels) (Geber, 1959)
  - Morbror Vanja (översättning Staffan Skott). Ingår i Tjechov, Anton: Dramer (AWE/Geber, 1986)
  - Morbror Vanja (översättning Lars Kleberg). Ingår i Tjechov, Anton: Fyra pjäser (Symposion, 2004)
- Tre systrar (Три сестры, 1901) - ett drama i fyra akter
  - Tre systrar (översättning Jarl Hemmer). Ingår i Tjechov, Anton: Tre systrar (Geber, 1928)
  - Tre systrar (översättning Jarl Hemmer, reviderad av Ulla Berthels). Ingår i Tjechov, Anton: Tre systrar (Geber, 1960)
  - Tre systrar (översättning Astrid Baecklund och Herbert Grevenius) (Natur och Kultur, 1965)
  - Tre systrar (översättning Staffan Skott) (AWE/Geber, 1987). Även i Tjechov, Anton: Dramer (AWE/Geber, 1986)
  - Tre systrar (översättning Lars Kleberg). Ingår i Tjechov, Anton: Fyra pjäser (Symposion, 2004)
- Körsbärsträdgården (Вишнёвый сад, 1904) - en komedi i fyra akter
  - Körsbärsträdgården (anonym översättning) (Hæggström, 1922)
  - Körsbärsträdgården (översättning Jarl Hemmer). Ingår i Tjechov, Anton: Tre systrar (Geber, 1928)
  - Körsbärsträdgården (översättning Jarl Hemmer, reviderad av Ulla Berthels). Ingår i Tjechov, Anton: Tre systrar (Geber, 1960)
  - Körsbärsträdgården (översättning Astrid Baecklund och Herbert Grevenius). Ingår i Världens bästa dramer (Natur och kultur, 1961), s 596-625
  - Körsbärsträdgården (översättning Staffan Skott) (AWE/Geber, 1987). Även i Tjechov, Anton: Dramer (AWE/Geber, 1986)
  - Körsbärsträdgården (översättning Lars Kleberg). Ingår i Tjechov, Anton: Komedier (Symposion, 2000). Även i i Tjechov, Anton: Fyra pjäser (Symposion, 2004)
- Skogsspöket (Lešij)
  - Skogsspöket (översättning Staffan Skott). Ingår i Tjechov, Anton: Dramer (AWE/Geber, 1986)
- Frieriet (Predloženie)
  - Frieriet (översättning Lars Kleberg). Ingår i Tjechov, Anton: Komedier (Symposion, 2000)
- Vid landsvägen (Na bol'šoj doroge)
  - Vid landsvägen (översättning Jura Tamkin)). Ingår i Tjechov, Anton: Studiodramatik (Stockholms studentteater, 1942)
- Tragiker mot sin vilja (Tragik ponevole)
  - Tragiker mot sin vilja (översättning Jura Tamkin). Ingår i Tjechov, Anton: Studiodramatik (Stockholms studentteater, 1942)

## Noveller (urval)
(sorterade efter publiceringsår)
- "En regeringstjänstemans död" („Смерть чиновника“, 1883)
- "En kameleont" („Хамелеон“, 1884)
- "Ostron" (1884) „Устрицы“
- "En levande kronologi" (1885) „Живая хронология“
- "Small Fry" (1885) „Мелюзга“
- "Jägaren" (1885) „Егерь“
- "En missdådare" (1885) „Злоумышленник“
- "Sergeant Prishibeyev" (1885) „Унтер Пришибеев“
- "Misär" (1886) „Тоска“
- "Rekviem" (1886) „Панихида“
- "Anyuta" (1886) „Анюта“
- "Agafya" (1886) „Агафья“
- "Grisha" (1886) „Гриша“
- "Påskafton" (1886) „Святою ночью“
  - I den heliga påsknatten
- "En gentlemans vän" (1886) „Знакомый мужчина“
- "Körflickan" (1886) „Хористка“
- "Vanka" (1886) „Ванька“
- "Hem" (1887) „Дома“
- "Sirenen" (1887) „Сирена“
- "Kashtanka" (1887) „Каштанка“
- "Sömnig" (1888) „Спать хочется“
- "Vadet" (1889) „Пари“
  - Vadet (översättning -h-). Ingår i Tjechov, Anton: Skizzer (Helsingfors: K.E. Holm, 1907)
  - Vadet (översättning Ellen Rydelius. Ingår i Tjechov, Anton: Ryska silhuetter (Framtiden, 1915)
  - Vadet (översättning Asta Wickman). Ingår i Tjechov, Anton: Damen med hunden och andra noveller (Forum, 1955)
- "En dyster historia" (1889) „Скучная история“
- "Gusev" (1890) „Гусев“
- "Bonnfruar" (1891) „Бабы“
- "Gräshoppan" (1892) „Попрыгунья“
- "I exil" (1892) „В ссылке“
- "Sjuksalen N:o 6" (1892) „Палата № 6“, svensk översättning 1896
- "Svartmunken" (1894) „Чёрный монах“
- "Rothschilds luta" (1894) „Скрипка Ротшильда“
- "Studenten" (1894) „Студент“
- "Litteraturläraren" (1894) „Учитель словесности“
- "Anna on the Neck‘‘ (1895) „Анна на шее“
- "Whitebrow" (1895) „Белолобый“
- "Ariadna" (1895) „Ариадна“
- "An Artist's Story [The House with the Mezzanine]" (1896) „Дом с мезонином“
- "Bönder" (Muzhiki) (1897) „Мужики“
- "The Petchenyeg" (Pecheneg) (1897) „Печенег“
- "The Schoolmistress [In the Cart]" (1897) „На подводе“
- "Den lilla trilogin" (1898): "The Man in a Case" „Человек в футляре“, "Gooseberries" „Крыжовник“, "About Love" „О любви“
- "Ionych" (1898) „Ионыч“
- "A Doctor's Visit [A Case History]" (Sluchay iz praktiki) (1898) „Случай из практики“
- "Älsklingen" (Dushechka) (1899) „Душечка“
- "På officiellt ärende" (Po delam sluzhby) (1899) „По делам службы“
- "Damen med hunden" (1899) „Дама с собачкой“
- "At Christmas Time" „Na Svyatkakh“ (1900) „На святках“
- "I ravinen" (1900) „В овраге“
- "Biskopen" (1902) „“Архиерей“
- "Fästmön" (1903) „Невеста“

## Kortromaner
- The shooting party (1884)
- On the Road (1886)
- Stäppen (1888) (Степь)
  - Stäppen (översättning Hjalmar Dahl). Ingår i: Tjechov, Anton: Stäppen (Schildt, 1928)
  - Stäppen (översättning Ellen Rydelius). Ingår i: Tjechov, Anton: Noveller (Forum 1946)
- Duellen (1891) (Дуэль)
  - En duell (översättning M. Drangel) (Weijmers, 1908)
  - En duell (översättning Hjalmar Dahl). Ingår i Tjechov, Anton: En duell (Geber, 1928)
- En okänd människas berättelse (1893) (Рассказ неизвестного человека)
  - En okänd människas berättelse (översättning Staffan Dahl. Ingår i Tjechov, Anton: En okänd människas berättelse och andra noveller (Wahlström & Widstrand, 1981)
- Tre år (1895) (Три года)
  - Tre år (översättning Ellen Rydelius. Ingår i Tjechov, Anton: Tre år och andra noveller (Forum, 1949)
- Mitt liv (1896) (Моя жизнь)
  - Mitt lif (översättning Elin Schosty). Ingår i Tjechov, Anton: Mitt lif: berättelser (Bonnier, 1899)
  - Mitt liv (översättning Asta Wickman) (Tiden, 1960)

## Sakprosa
- Sachalin (Ostrov Sachalin)
  - Sachalin (till svenska och förkortad av Hans Björkegren och Victor Bohm) (Schildt, 1961)
  - A journey to Sakhalin innehållande: Sakhalin Island (1891-1895) och Across Siberia

## Brev
(Översatta till engelska)
- Letters of Anton Chekhov to his family and friends: with a biographical sketch (översatta av Constance Garnett, New York, 1920) Online
- Letters on the short story, the drama, and other literary topics (valda och redigerade av Louis S. Friedland) (London, 1924)
- The letters of Anton Pavolvitch Tchekhov to Olga Leonardovna Knipper (översatta av Constance Garnett) (New York)
- The life and letters of Anton Tchekov (översatt och redigerad av S.S. Koteliansky och Philip Tomlinson) (New York, 1925)
- The personal papers of Anton Chekhov (Introduktion Matthew Josephson) (New York, 1948)
- The selected Letters of Anton Chekhov (redaktör Lillian Hellman, översättning Sidonie Lederer) (New York, 1955)
- Dear writer, dear actress: the love letters of Anton Chekhov and Olga Knipper (Ecco, 1997) ISBN 0880015500
- Anton Chekhov's life and thought: selected letters and commentary (översatt av Simon Karlinsky, Michael Henry Heim) (Northwestern University Press, 1997) ISBN 0810114607
  - A life in letters (översatt av Rosamund Bartlett, Anthony Phillips) (Penguin, 2004) ISBN 0140449221

### Anteckningsböcker
- Notebook of Anton Chekhov (översatt av S. S. Koteliansky, Leonard Woolf) (New York: B. W. Huebsch, 1921) Online

## Ljud
- 55 + Stories Online
- The Little Trilogy Online
- Fler från LibriVox Se fler Tjechovhistorier